# فرانك هورسفال
فرانك لابين هورسفال الابن (بالإنجليزية: Frank Lappin Horsfall, Jr.)‏ هو طبيب أمريكي مختص في علم الأمراض، ولد في سياتل في 14 كانون الأول 1906 وتوفي في نيويورك في 19 شباط 1971. اكتشف مع إيغور تام بروتينا حمل اسمهما وهو بروتين تام-هورسفال.

## روابط خارجية
- [oculus.nlm.nih.gov/horsfall أبحاثه ومقالاته] في المكتبة الوطنية لعلم الطب
- "Frank Lappin Horsfall, Jr." by George K. Hirst